# Salomon David Steinberg
Salomon David Steinberg (geboren 25. Juni 1889 in Luzern; gestorben 22. Oktober 1965 in Zürich) gilt als einer der wenigen expressionistischen Schriftsteller der Schweiz.

## Leben
Steinberg war jüdischer Herkunft. Er studierte in Berlin und Zürich, wo er 1913 promovierte. Nach dem Ersten Weltkrieg ging er erneut als freier Schriftsteller nach Berlin und wurde von 1925 bis zu seinem Lebensende Direktor der Minerva Mittelschule in Zürich. Ab 1927 schrieb er nur noch Kritiken in der Züricher Post.
Steinbergs Gedichte erschienen unter anderem in den Lyrikbänden Untergang (1917) und Klingendes Erleben (1927).
Mit seiner Frau Lea Jacobson gründete er die Salomon David Steinberg-Stipendien Stiftung, die Promotionsstipendien für Geisteswissenschaftler vergibt.

## Werke (Auswahl)
- Die blaue Stunde. Gedichte. Berlin : Juncker, 1913